# Congophiopsis
Congophiopsis è un genere estinto di pesci ossei a pinne raggiate appartenente all'ordine Ionoscopiformes, vissuto durante il Giurassico medio; i suoi fossili sono stati ritrovati nella Repubblica Democratica del Congo. L'unia specie nota è Congophiopsis lepersonnei.

## Descrizione
Congophiopsis presenta caratteristiche osteologiche peculiari che la distinguono dagli altri membri noti degli Ionoscopiformes. In particolare, il dermosfenotico e l’autosfenotico sono posizionati posteriormente e si saldano unicamente al dermopterotico, senza contatto con il frontale. Inoltre, il primo infraorbitale (detto anche lacrimale), fortemente ridotto, è separato dal mascellare e forma un ponte osseo tra il primo sopraorbitale e il secondo infraorbitale.

## Classificazione
Congophiopsis lepersonnei è noto per fossili trovati nella Formazione Stanleyville, in corrispondenza dei Calcari di Songa, nei pressi di Kisangani, nella Repubblica Democratica del Congo.
Questa specie è stata attribuita alla famiglia Ophiopsidae, in virtù di diverse caratteristiche diagnostiche. Tra queste si includono la lunghezza del parietale uguale a quella del dermopterotico, un basso numero di supraneurali (meno di 15), l'assenza di fossette sulle superfici laterali delle vertebre e la presenza di scaglie ganoidi.
All’interno degli Ophiopsidae, Congophiopsis occupa una posizione filogenetica intermedia tra il genere più plesiomorfico, Ophiopsis, e generi più derivati come Archaeosemionotus, Macrepistius, Teoichthys e Ophiopsiella.